# Summum ius, summa iniuria
 Summum ius, summa iniuria лат. (изговор: сумум јус, сума инјурија). Много права, највећа неправда. (Цицерон)

## Поријекло изреке
Изреку изрекао римски државник и бесједник Цицерон (први вијек п. н. е.).

## Тумачење
Цицерон тврди да претјерана употреба права прераста у неправду. Мисао указује на злонамјерну примјену и остваривање права у процесу  „интерпретацијо јурис“ (лат. interpretatio iuris) путем претјераног придржавања слову закона, изгигравајући на тај начин његов смисао. То је некритичка примјена закона, који не узима у обзир околности у којима се морају примјењивати његова правила!